# اوره فرمالدهید
«اوره فرمالدهید» (یا اوره متانال), یک رزین غیر شفاف ترموست است. این ماده از حرارت دیدن اوره و فرمالدهید در حضور بازهای غیر قوی نظیر آمونیاک و پیریدین به دست می‌آید. هم چنین، کاربردهای فراوانی در موادی نظیر چسب‌ها، MDF, و مواد قالبی دارد.

## ساختار شیمیایی
رزین‌های اوره و فرمالدهید از واکنش اوره و فرمالدهید به دست میایند. این واکنش در حالت کلی بسیار پیچیده‌است و با اینکه فرایند آن بررسی شده اما باز هم قسمت‌هایی از آن کامل کشف نگردیده‌است. سنتز این رزین در دو مرحله صورت می‌پذیرد. در مرحله اول، اوره با افزوده شدن فرمالدهید به گروه‌های آمینو، هیدروکسی متیله می‌شود. این فرایند در واقعیت یک سری از واکنش هاست که به تولید مونو، دی و تری متیلول اوره می‌انجامد. تترا متیلول اوره در این واکنش در مقیاس محسوسی تولید نمی‌گردد.
سرعت این واکنش بهpH آن وابسته است. نسبت مقداری فرمالدهید برای تولید یک، دو و سه گروه متیلول به ترتیب عبارتست از:۹:۳:۱. البته مقدار دقیق این نسبت‌ها به شرایط واکنش افزایشی بستگی دارد.
قسمت دوم این فرایند عبارتست از چگال شدن متیلول اوره برای رسیدن به یک پلیمر به جرم مولکولی کم است. سرعتی که این واکنش چگال شدن در آن رخ می‌دهد به شدت به میزان pH وابسته می‌باشد. و تجربه نشان می‌دهد که این واکنش تنها در pH‌های اسیدی صورت می‌پذیرد. زیاد شدن جرم مولکولی اوره فرمالدهید در شرایط اسیدی، مجموعه‌ای از چند واکنش است که به تولید شدن موارد زیر می‌انجامد:
- ایجاد پل‌های متیلینی در بین آمیدو نیتروژن‌ها که به وسیله واکنش گروه‌های متیلول و آمینو رخ می‌دهد
- متیلین به وسیله واکنش دو گروه متیلول وارد حلقه اتصال می‌گردد.
- حلقه‌های اتصال متیلن از حلقه‌های اتصال متیلن اتر با شکسته شدن فرمالدهید
- حلقه اتصال متیلن از واکنش گروه‌های متیلول که از تجزیه شدن آب و فرمالدهید حاصل می‌شود.

تفاوت بین pH دو مرحله واکنش تولید اوره فرمالدهید به پیش برد تولید رزین چسب اوره فرمالدهید کمک شایانی می‌نماید. مرحله اول که شامل تولید متیلول اوره توسط اوره و فرمالیدهید بود تحت شرایط بازی در pH هشت تا نه صورت می‌گرفت. بازی بودن شرایط این مرحله به دلیل آن است که متیلوله شدن بتواند در غیاب واکنش‌های شامل متیلول اوره صورت بپذیرد.
در مرحله دوم واکنش،pH به حدود ۵ می‌رسد و محیط، اسیدی می‌گردد. در این حالت، چگال شدن رخ می‌دهد تا به ویسکوزیته مورد نظر نزدیک گردد. سپس مخلوط سرد شده و خنثی‌سازی می‌گردد. آب نیز به وسیله تقطیر از مخلوط خارج می‌گردد. اوره در چند مرحله به این واکنش اضافه می‌شود که مرحله نخست آن، هنگام متیلول شدن است که نسبت فرمالدهید به اوره بالاست (حدود ۱٫۶ تا ۲). معمولاً قسمت دوم اضافه شدن اوره، در هنگام چگال شدن است. در نتیجه در مراحل بعدی افزوده شدن اوره، نسبت مقداری فرمالدهید به اوره کاهش می‌یابد.
یک کاتالیزگر اسیدی قبل از استفاده شدن اوره فرمالدهید به عنوان چسب، به آن اضافه می‌گردد. آمونیوم کلرید و آمونیوم سولفات از پراستفاده‌ترین کاتالیزگرها، برای رزین‌های مورد مصرف در صنایع جنگلی هستند. اسیدهای متنوع دیگری هم نظیر فرمیک اسید، بوریک اسید، اکسالیک اسید و… به عنوان کاتالیزگر این رزین‌ها قابل استفاده‌اند.

## تولید
سالیانه حدود یک میلیون تن اوره فرمالدهید در جهان تولید شده که حدود ۷۰ درصد آن در صنعت چوب به کار گرفته می‌شود. این ماده رزین‌های مناسبی را برای تولید تخته خرده چوب(۶۱٪), تخته فیبر با چگالی متوسط(۲۷٪), چسب ورق و مواد دیگر فراهم می‌آورد.

## کاربردهای کلی

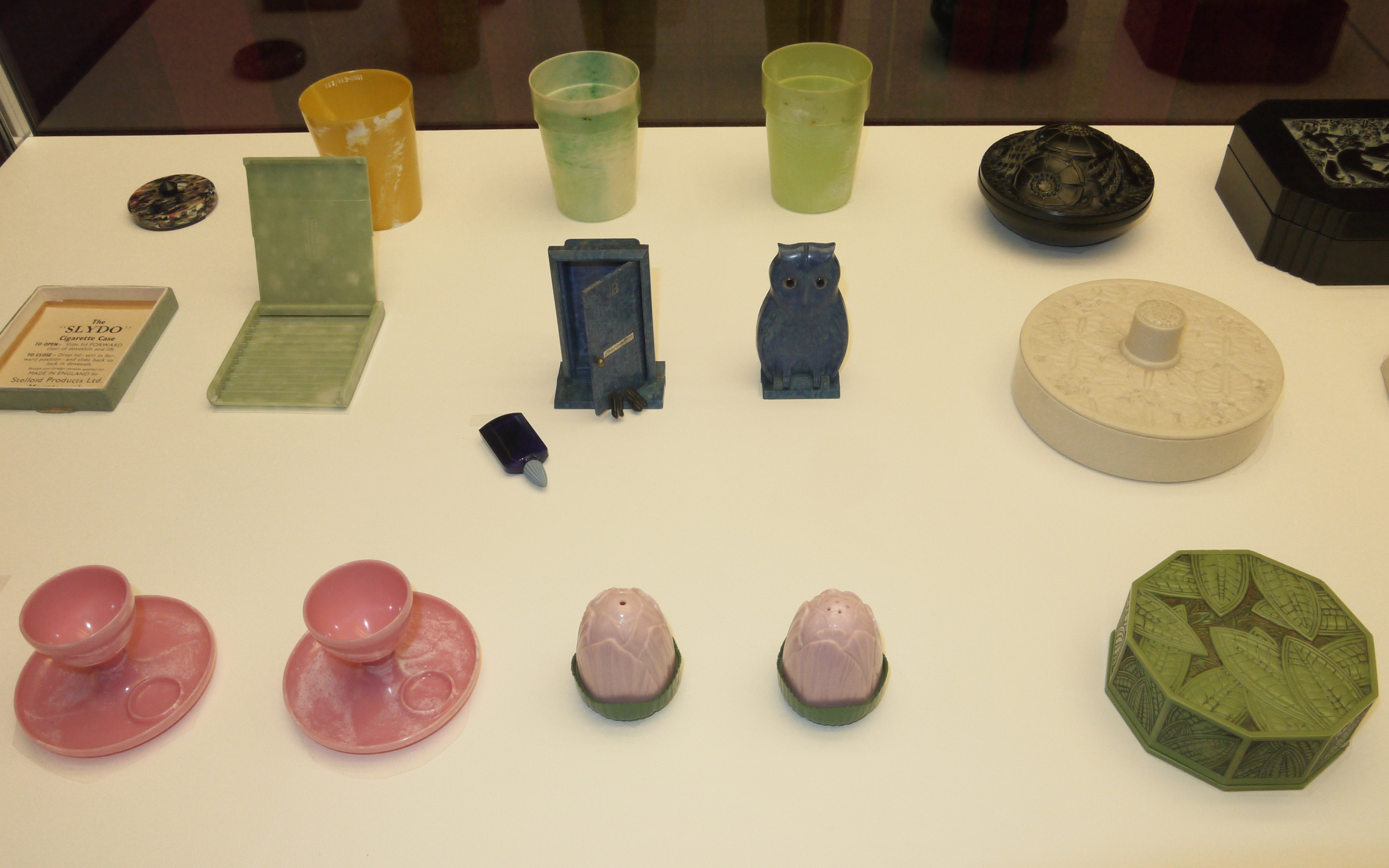
چند نمونه از مواد ساخته شده با اوره فرمالدهید در موزه

اوره فرمالدهید کاربردهای فراوانی دارد و به دلیل ویژگی‌های مفیدش در بسیاری از فرایندهای تولید به کار گرفته می‌شود. به عنوان مثال این ماده در مواردی چون: ورق‌های تزیینی، نساجی، تولید کاغذ، پارچه‌های ضد چروک، فراورده‌های کتان، ریون و… استفاده می‌شود. هم چنین برای چسباندن چوب استفاده گسترده‌ای دارد. در گذشته، اوره فرمالدهید به عنوان پوشش مواد الکتریکی کاربرد داشت.
این ماده به دلیل واکنش‌پذیری بالا، عملکرد خوب و قیمت مناسب، کاربرد وسیعی درتولید چسب رزینی دارد. رزین اوره فرمالدهید از ترکیب شدن شیمیایی اوره و فرمالدهید به دست می‌آید. رزین‌های آمینو طبقه‌ای از رزین‌های ترموست به‌شمار می‌آیند که رزین‌های اوره فرمالدهید ۸۰ درصد تولید جهانی آن‌ها را تشکیل می‌دهند.

## نگرانی‌های ایجاد شده
استفاده از فوم عایق اوره فرمالدهید موسوم به UFFI از دهه هفتاد میلادی آغاز گردید. مردم از این ماده به عنوان پرکننده محفظه‌های دیوار استفاده می‌کردند تا از هدر رفتن انرژی جلوگیری کنند. اما از دهه هشتاد میلادی نگرانی‌ها پیرامون منتشر شدن بخار سمی فرمالدهید در طول فرایند Curing و نیز در هنگام تخریب لایه‌های قدیمی این فوم، آغاز گردید. انتشار بیش از 0,1ppm از بخار فرمالدهید در محیط اثرات مخرب بر روی سلامتی انسان دارد. امروزه این فوم در ساخت منازل کاربرد ندارد و جایگزین‌های مدرن آن شامل موادی چون ملامین فرمالدهید و پلی یورتان است.
در گذشته ماده UFFI در محل استفاده از آن (به عنوان مثال بنای در حال ساخت) تولید می‌شد و به داخل دیوار تزریق می‌گشت. سپس فرایند curing صورت می‌گرفت و ماده به عنوان یک عایق عمل می‌کرد. به دلیل نداشتن اطلاعات کافی در مورد ماهیت سمی فرمالدهید، مقدار اضافی از این ماده به مخلوط افزوده می‌شد تا انجام شدن فرایند curing را تضمین نماید. هم چنین UFFI در یک مکان قابل تماس با محیط قرار داده می‌شد و به خطرناک بودنش می‌افزود؛ زیرا وقتی این ماده خیس شود می‌تواند فرمالدهید را به درون محیط نشر داده و فضای خانه را سمی نماید. هم چنین برهم کنش‌های فوم عایق فرمالدهید با دمای محیط رابطه مستقیم دارد. به‌طوری‌که با افزایش دما، انتشار بخار فرمالدهید نیز افزایش می‌یابد. یک راه حل برای مقابله با این وضعیت، پوشاندن دقیق اطراف این ماده برای جلوگیری از نشت بخار، گرفتن تمامی درزهای دیوارها، و سپس پوشاندن به وسیله ورقه‌های وینیلی است. استفاده از فویل آلومینیومی هم می‌تواند از آزاد شدن بخار فرمالدهید در درون خانه جلوگیری نماید.

## تأثیر بر سلامتی انسان
هنگامی که مقدار اوره فرمالدهید در محیط به حد بالایی برسد برای سلامتی انسان خطراتی را نیز به وجود می‌آورد. این ماده در محیط، فرمالدهید انتشار می‌دهد. نشر فرمالدهید در محیط زیان‌هایی چون آب ریزش بینی، خس خس سینه، سرفه، خستگی زیاد، تحریک شدن پوست، ایجاد آلرژی‌های شدید، سوزش گلو و چشم، حالت تهوع و مشکلات تنفسی در بعضی افراد به وجود می‌آورد (با مقدارppm 0.1)
تحقیقات نشان داده‌است که انتشار این ماده می‌تواند باعث ایجاد سرطان در انسان و حیوانات شود. میان ساکنین منازلی که در ساختشان از UFFI استفاده شده بود، نشانه‌های بیماری مانند سردرد، بیقراری، بیخوابی، کم اشتهایی و… مشاهده گردیده‌است. ناراحتی اعضای دارای غشای مخاطی بدن نظیر چشم‌ها، گلو و بینی، یک مورد عمومی بین ساکنین مکان‌های دارای عایق UFFI است. اما بررسی‌ها نشان داده‌است که واکنش به بوی فرمالدهید و ایجاد تأثیرات نامطلوب تنها در حالتی ایجاد می‌گردد که نشر فرمالدهید در محیط به‌طور طولانی مدت صورت گرفته باشد. با این حال تحقیق به روی حساسیت‌های ایجاد شده نیاز به بررسی‌های گسترده‌تر دارد. هم چنین، درصد بروز سرطان یا نقص‌های مادرزادی به قدری محدود است که قابل چشم پوشی می‌باشد.